# Úlcera rectal solitaria
La úlcera rectal solitaria es una enfermedad benigna, poco frecuente, que consiste en la aparición de una o más úlceras en el recto y que se diagnóstica mediante la combinación de síntomas clínicos, endoscopía e histología.

## Historia
Fue descrita por primera vez por Curveihier en 1829. El término "úlcera rectal solitaria” fue utilizado por Lloyd-Davis en la década de 1930. Desde 1969 la entidad se hizo más conocida después de la publicación de 68 casos por Madigan y colaboradores.

## Síntomas
- Estreñimiento

- Rectorragia

- Eliminación de mucosidades en las deposiciones

- Dolor rectal

- Esfuerzo excesivo durante la defecación

## Causas
Puede estar asociada a una falta de coordinación de los músculos del piso pélvico durante la defecación y/o episodios de isquemia de la zona También puede ser secundaria a intentos manuales de extraer las heces impactadas o a un prolapso rectal.

## Diagnóstico
El diagnóstico se hace habitualmente a través de una rectoscopia como parte de un estudio rectocolonoscópico. Si se detecta la lesión es conveniente realizar una biopsia de la zona.

## Tratamiento
Cambio de hábito alimentario aumentando el consumo de fibras. Puede ser necesaria una reeducación del esfuerzo defecatorio. En casos más severos puede ser necesario el uso de medicamentos tópicos a través de enemas de sulfasalazina y onabotulinumtoxina. Si está asociada a un prolapso rectal su tratamiento está asociado al de esta entidad, realizándose una cirugía de rectopexia en caso necesario